# Los Linderos
Los Linderos är en ort i Mexiko.   Den ligger i kommunen Victoria och delstaten Guanajuato, i den centrala delen av landet, 230 km nordväst om huvudstaden Mexico City. Los Linderos ligger 1 763 meter över havet och antalet invånare är 545.
Terrängen runt Los Linderos är huvudsakligen kuperad. Los Linderos ligger nere i en dal. Runt Los Linderos är det ganska glesbefolkat, med 24 invånare per kvadratkilometer. Närmaste större samhälle är Victoria, 2,3 km sydost om Los Linderos. Omgivningarna runt Los Linderos är i huvudsak ett öppet busklandskap.